# Saison 2009 des Dodgers de Los Angeles
La Saison 2009 des Dodgers de Los Angeles est la 127e saison en Ligue majeure pour cette franchise (119e en Ligue nationale).

## Inter-saison

### Arrivées
- Randy Wolf, en provenance des Houston Astros.
- Brad Ausmus, en provenance des Houston Astros.
- Mark Loretta, en provenance des Houston Astros.
- Claudio Vargas, en provenance des New York Mets.
- Guillermo Mota, en provenance des Milwaukee Brewers.
- Orlando Hudson, en provenance des Arizona Diamondbacks.

### Prolongation de contrat
Après de longs mois de négociation, Manny Ramírez signe le 4 mars 2009 un nouveau contrat avec les Dodgers. L'entente sur deux saisons rapportera au joueur la somme de 45 millions de dollars.

### Cactus League
Déménagement en Arizona pour les Dodgers qui quittent la Floride pour s'installer au Camelback Ranch de Glendale (Arizona). Le programme des Dodgers comprend 34 matches de pré-saison entre le 25 février et le 1er avril.
La pré-saison s'achève par quatre matches joués en Californie : trois au Dodger Stadium du 2 au 4 face aux Angels et deux fois contre les Brewers, puis un dernier match le 5 à San Francisco contre les Giants.

## Saison régulière

### Classement
| Ligue nationale (Division Ouest) | V  | D  | %    | GB |
| -------------------------------- | -- | -- | ---- | -- |
| Dodgers de Los Angeles           | 95 | 67 | .586 | -- |
| Rockies du Colorado              | 92 | 70 | .568 | 3  |
| Giants de San Francisco          | 88 | 74 | .543 | 7  |
| Padres de San Diego              | 75 | 87 | .463 | 20 |
| Diamondbacks de l'Arizona        | 70 | 92 | .432 | 25 |

### Résultats

#### Avril
L'ouverture se déroule à San Diego le 6 avril face aux Padres.

#### Mai
Le 6 mai, les Dodgers enregistrent un 13e succès consécutif à domicile au départ d'une saison ; c'est le nouveau record en Ligues majeures. Cette série prend fin dès le lendemain face aux Nationals de Washington.

#### Juin
Avec la victoire des Dodgers du 18 juin, le manager Joe Torre compte 2195 victoires en carrière comme manager lui assurant la cinquième place, devant Sparky Anderson (2194), dans ce domaine depuis les débuts de la Ligue majeure. Connie Mack domine toujours ce secteur avec 3731 victoires en carrière comme manager.

## Séries éliminatoires

### Série de division
| # | Date       | Adversaire  | Score | Vic.           | Déf.            | Sauv.       | Affluence | Bilan |
| - | ---------- | ----------- | ----- | -------------- | --------------- | ----------- | --------- | ----- |
| 1 | 7 octobre  | Cardinals   | 3 - 5 | Weaver (1-0)   | Carpenter (0-1) | Broxton (1) | 56 000    | 1-0   |
| 2 | 8 octobre  | Cardinals   | 2 - 3 | Sherrill (1-0) | Franklin (0-1)  |             | 51 819    | 2-0   |
| 3 | 10 octobre | @ Cardinals | 5 - 1 | Padilla (1-0)  | Pineiro (0-1)   |             | 47 296    | 3-0   |

### Série de championnat
| # | Date       | Adversaire | Score  | Vic.         | Déf.          | Sauv.       | Affluence | Bilan |
| - | ---------- | ---------- | ------ | ------------ | ------------- | ----------- | --------- | ----- |
| 1 | 15 octobre | Phillies   | 8 - 6  | Hamels (1-0) | Kershaw (0-1) | Lidge (1)   | 56 000    | 0-1   |
| 2 | 16 octobre | Phillies   | 1 - 2  | Kuo (1-0)    | Park (0-1)    | Broxton (1) | 56 000    | 1-1   |
| 3 | 18 octobre | @ Phillies | 0 - 11 | Lee (1-0)    | Kuroda (0-1)  |             | 45 721    | 1-2   |
| 4 | 19 octobre | @ Phillies | 4 - 5  | Lidge (1-0)  | Broxton (0-1) |             | 46 157    | 1-3   |
| 5 | 21 octobre | @ Phillies | 4 - 10 | Durbin (1-0) | Padilla (0-1) |             | 46 214    | 1-4   |